# ماندوتو
ماندوتو (به لاتین: Mandoto) یک منطقهٔ مسکونی در ماداگاسکار است که در ناحیه بتافو واقع شده‌است. ماندوتو ۳۷٬۰۰۰ نفر جمعیت دارد و ۸۱۷ متر بالاتر از سطح دریا واقع شده‌است.